# La Famille de Nicky
Pour plus de détails, voir Fiche technique et Distribution.
La Famille de Nicky (Nicky's Family) est un documentaire tchèque réalisé par Matej Mináč.

## Synopsis
La Famille de Nicky raconte l'histoire de Nicholas Winton, surnommé le Schindler britannique, qui en 1939 a sauvé 669 enfants tchèques et slovaques du génocide nazi.

## Fiche technique
- Titre original : Nicky's Family
- Titre français : La Famille de Nicky
- Réalisateur : Matej Mináč
- Pays : Slovaquie, République tchèque
- Année de production : 2011
- Durée : 96 min
- Genre : Documentaire historique
- Distributeur France : Cosmopolis Distribution
- Dates de sorties au cinéma :
  - République tchèque : janvier 2011
  - France : 6 mars 2013

## Distribution
- Ben Abeles : lui-même
- Denisa Augustinova : elle-même
- Martin Bandzak : lui-même
- Tom Berman : lui-même
- Jirina Bohdalová : (voix)
- Le dalaï-lama : lui-même
- Harry Daniels : lui-même
- Lisa Dash-Midwinter : elle-même
- Alfred Dubs : lui-même
- Ruth Federmann : elle-même
- Anna Feige-Menin : elle-même
- John Fieldsend : lui-même
- Yarden Frank : elle-même
- Joseph Ginat : lui-même
- Vera Gissing : elle-même
- Milena Grenfell-Baines : elle-même
- Klára Issová : la mère
- Felix Kafka : lui-même
- Jiri Kafka : lui-même
- Josephine Knight : elle-même
- George Korper : lui-même
- Renata Laxova : elle-même
- Dave Lux : lui-même
- Jirí Lábus : (voice)
- Zuzana Maresova : elle-même
- Hugo Marom : lui-même
- Alice Masters : elle-même
- Charlotte Masters : elle-même
- Elisabeth Maxwell : elle-même
- Susanne Pearson : elle-même
- Dorothy Rainford : elle-même
- Esther Rantzen : elle-même
- Amos Ben Ron : lui-même
- Joe Schlesinger : lui-même - narrateur
- Tom Schrecker : lui-même
- Liesl Silverstone : elle-même
- Michal Slaný : Sir Nicholas Winton
- Hanna Slome : elle-même
- Kurt Stern : lui-même
- Malka Sternberg : elle-même
- Hanus Weber : lui-même
- Elie Wiesel : lui-même
- Nicholas Winton : lui-même

## Prix et Festivals (liste non exhaustive)
- Festival international du film de Karlovy Vary - Prix du public
- Festival des films du monde de Montréal - Meilleur documentaire
- Zlin Youth Film Festival - Grand prix
- MECEFF Festival - Prix meilleur réalisateur
- Prix Italia - Special signis award
- British Film Institute - FIAT/IFTA archive achievement award
- 12 Prix du public aux États-Unis
- UK JEwish Film Festival - Prix du public - Meilleur documentaire
- Nine Gates Film Festival - Grand prix
- Creative Documentary Festival MakeDox - Meilleur film pour le jeune public
- Zagreb Jewish Film Festival (en) - Prix du public - Meilleur documentaire
- Prix de la Critique Slovaque - Meilleur documentaire
- Le film a été présenté à Moscou pendant les Journées du Film slovaque en 2014 (traducteur Andrey Efremov).